# Daniel Castellani
Daniel Castellani, né le 21 mars 1961 à Buenos Aires, est un joueur de volley-ball argentin.

## Carrière
Daniel Castellani participe aux Jeux olympiques de 1988 à Séoul et remporte la médaille de bronze avec l'équipe argentine composée de Claudio Zulianello, Esteban Martinez, Alejandro Diz, Daniel Colla, Carlos Weber, Hugo Conte, Waldo Kantor, Raul Quiroga, Jon Uriarte, Esteban de Palma et Juan Cuminetti. Il est également médaillé de bronze lors des Championnats du monde de 1982.